# Juan Bosch Palau
Pour les articles homonymes, voir Juan Bosch, Bosch et Palau.
Juan Bosch, né le 31 mai 1925 à Valls (Espagne) et mort le 17 novembre 2015 à Barcelone, est un réalisateur et scénariste espagnol.
Dans les films qu'il a réalisés ou dans lesquels il a participé, il est parfois mentionné en tant que Joan Bosch Palau, Juan Bosch Palau ou John Wood.

## Filmographie
- 1957 : Sendas marcadas (es)
- 1959 : Les Salauds (es) (A sangre fría)
- 1961 : Fusillade dans la nuit (Regresa un desconocido)
- 1961 : Un sauvage, deux femmes (El último verano)
- 1962 : La Tigresse (Bahía de Palma)
- 1963 : Sol de verano
- 1965 : El castigador
- 1967 : El terrible de Chicago
- 1968 : La viudita ye-yé
- 1969 : Chico, chica, ¡boom!
- 1970 : Marché secret des filles (Investigación criminal)
- 1970 : Ni Sabata, ni Trinita, moi c'est Sartana (La diligencia de los condenados)
- 1971 : Creuse ta tombe Garringo, Sabata revient (Abre tu fosa, amigo, llega Sábata...)
- 1972 : Mon cheval, mon colt, ta veuve (Tu fosa será la exacta... amigo)
- 1972 : Gringo, les aigles creusent ta tombe (Los buitres cavarán tu fosa)
- 1972 : Je signe avec du plomb... Garringo (Una bala marcada)
- 1972 : Il n'y a plus de saints au Texas (La caza del oro)
- 1974 : Los mil ojos del asesino (it)
- 1974 : La muerte llama a las diez
- 1975 : Les Adorateurs de Satan (Exorcismo)
- 1975 : Dallas (it) (Il mio nome è Scopone e faccio sempre cappotto)
- 1976 : Mauricio, mon amour (es)
- 1977 : La dudosa virilidad de Cristóbal
- 1978 : La ciudad maldita (it)
- 1978 : La Classe (Es pecado... pero me gusta)
- 1979 : Cuarenta años sin sexo
- 1980 : La moglie dell'amico è sempre più... buona (it) (Los locos vecinos del 2º)
- 1982 : Caray con el divorcio
- 1982 : Especulació del sòl
- 1983 : Un Rolls para Hipólito